# Physetobasis dentifascia
Physetobasis dentifascia är en fjärilsart som beskrevs av George Francis Hampson 1895. Physetobasis dentifascia ingår i släktet Physetobasis och familjen mätare. Inga underarter finns listade i Catalogue of Life.